# Jan Axel Blomberg

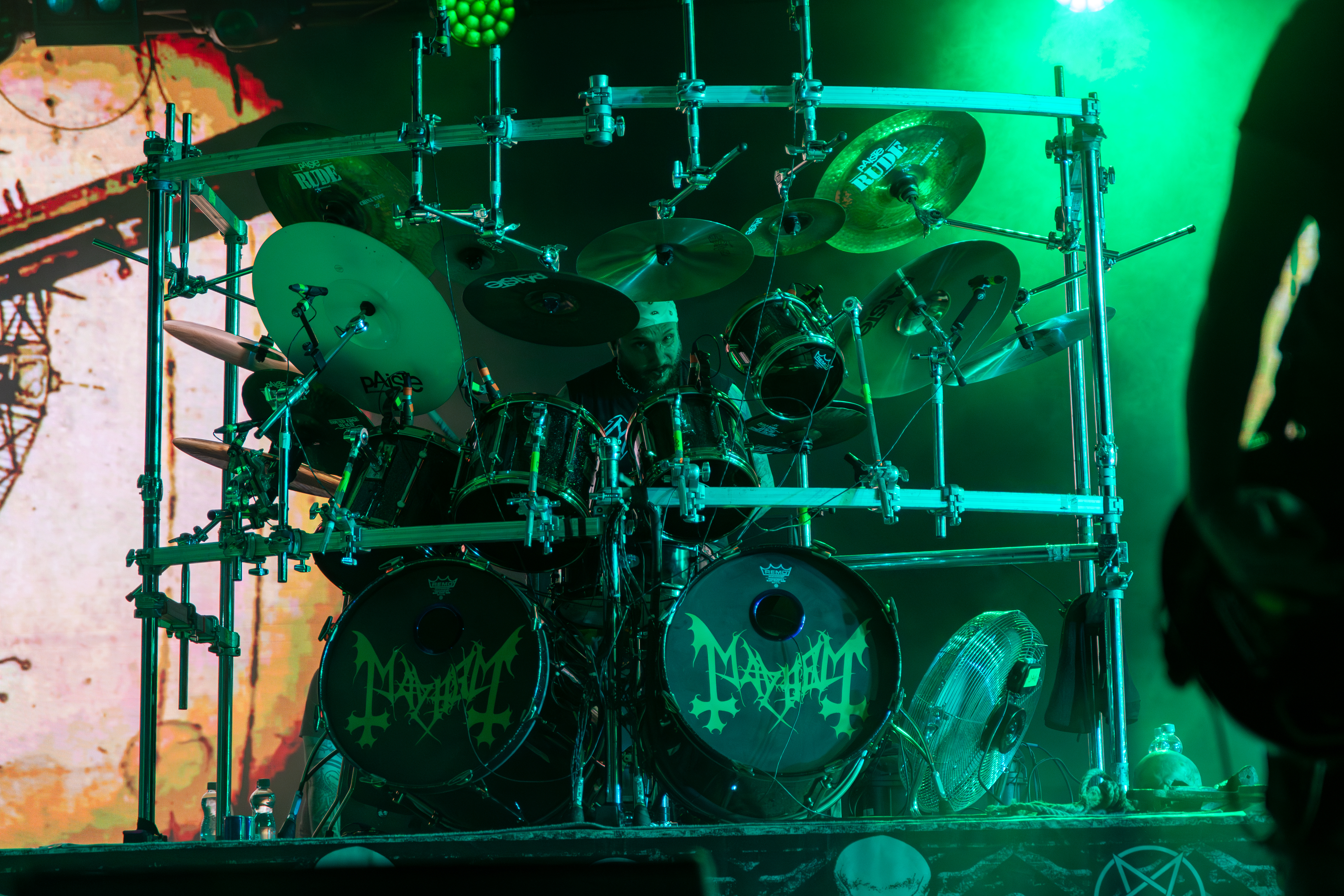
Blomberg, 2024

Jan Axel Blomberg, artiestennamen Hellhammer en Von Blomberg (Trysil, 2 augustus 1969) is een Noorse bekende drummer uit de extreme metalwereld.

## Biografie
Blomberg hield als kind niet van school, maar hij maakte het wel af. Zijn interesses waren vooral voetbal, worstelen en drummen.
Het drummen leerde hij in eerste instantie door naar muziek te luisteren en de drumpartijen te kopiëren. Dit was dan voornamelijk muziek van bands als Iron Maiden, maar ook bands als Duran Duran en Depeche Mode. Tenminste tot hij de bands Celtic Frost en Venom leerde kennen. Uiteindelijk nam hij les en leerde hij ook jazz.
Zijn familie ondersteunde zijn passie voor het drummen waar ze maar konden. Zo kocht zijn oma drumstellen voor hem en zijn ouders lieten hem ongestoord uren per dag oefenen. Hij speelde nu ook in allerlei kleine bandjes, waaronder Tritonus, waar hij Carl August Tidemann leerde kennen. Later zou Carl in de bands Arcturus en Winds spelen als gitarist.

## Muzikale carrière
Op een dag las Blomberg in de krant dat de band Mayhem een drummer zocht, dus ging hij naar Oslo om zijn demo te laten horen.
De volgende dag werd hij gebeld dat hij de nieuwe drummer van Mayhem zou worden. Hij nam de naam Hellhammer aan, naar de band voor Celtic Frost die dezelfde naam droeg, omdat hij het jammer vond dat zo'n sterke naam verloren ging en hij het wel een goede naam vond voor een drummer.
Zijn eerste opnamen voor Mayhem waren in 1989. Hij speelde in de nummers "Carnage" en "Freezing Moon". Deze opnamen waren bedoeld voor een compilatiealbum. Later kreeg "Freezing Moon" ook nog een plek op de black metal-klassieker "De Mysteriis Dom Sathanas". Maar zijn eerste 'echte' opname was voor "Live in Leipzig" in 1991. Na dit album pleegde zanger Dead zelfmoord en vertrok Necrobutcher. Jan Axel richtte nu de band Arcturus op samen met Sverd en brachten de plaat "My Angel" en de mini cd "Constellations" uit.
In 1994 bracht Mayhem "De Mysteriis Dom Sathanas" uit, maar omdat Count Grishnackh (Varg Vikernes) Euronymous (Øystein Aarseth) vermoord had (en de problemen daaromheen) vóór de uitgave van het album, bleef Blomberg als enige lid over van Mayhem en stopte daarmee de band.
In 1995 kwam hij bij de blackmetal band Immortal als sessie drummer, en later ook voor Emperor. Na deze korte uitstapjes bracht hij met Arcturus hun debuutalbum "Aspera Hiems Symfonia" uit.
In 1997 kwam Blomberg bij de band Covenant (nu The Kovenant), die hun 2e album "Nexus Polaris" aan het opnemen waren. Ondertussen nam hij ook nog eens Arcturus' 2e album "La Masquerade Infernale" uit en het jaar daarop weer met The Kovenant "Animatronic".
Ook Mayhem werd weer opnieuw gevormd, o.a. met Necrobutcher, waar in 2000 het tweede studioalbum "The Grand Declaration of War" van verscheen.
Blomberg had zich ondertussen ontwikkeld tot een zeer veelzijdig drummer. Immers, Mayhem is black metal, The Kovenant komt nog het dichtst bij space metal in de buurt en Arcturus is te omschrijven als wat melodieuzere black metal met invloeden van vele andere genres.
Ook in 2000 ging Blomberg (die inmiddels voor The Kovenant het pseudoniem Von Blomberg had aangenomen om zijn rollen in black metal muziek en zijn rol binnen The Kovenant zo veel mogelijk te kunnen scheiden) op tournee met zowel The Kovenant als Mayhem.
Meer albums volgden van Arcturus en The Kovenant in de jaren daarop, én met zijn nieuwste project Winds, én met een nieuw album van Mayhem in de planning én zijn sessie werk voor de 'black metal supersterren' Dimmu Borgir als laatste wapenfeit van 2005 heeft Blomberg een fulltime baan als drummer weten te krijgen.Hij drinkt weinig, rookt niet en is minder extreem in zijn expressies dan menig andere (black) metal artiest. Hij is wel extreem gedreven en zit minstens 3 uur per dag achter zijn drumstel. Hij zegt dat drummen zijn bestemming is in het leven en dat hij het altijd zal blijven doen.
Blombergs moeite en inspanningen zijn tot twee keer toe beloond met een Noorse Grammy Award, beide keren met The Kovenant (in 1998 en 1999) en beide keren voor beste rock album ('Nexus Polaris' en 'Animatronic').

## Racisme
Blomberg zou er racistische levensovertuigingen op na houden, aldus het boek Lords of Chaos (door Michael Moynihan) waarvan wordt getwijfeld of de inhoud van het boek wel werkelijk volledig op feiten is gebaseerd, desalniettemin zou Blomberg volgens het boek de volgende dingen gezegd hebben tijdens een interview met Michael:
- "We houden niet van donkere mensen; Black metal is voor blanken."
- "Het lijkt me logisch dat er verschillen in Intelligentie zijn tussen rassen, je weet wel, net zoals een kat meer intelligent is dan een koe bijvoorbeeld."
- "Ik was de eerste blackmetal-muzikant die zich uitsprak tegen de kerkbranden in Noorwegen: Ik vond het zonde dat men 1000 jaar oude Noorse meesterwerken in de fik zet, ze zouden naar mijn mening beter een moskee of een hindoetempel in brand kunnen steken, met veel mensen erin ook!"

## Discografie
Dit zijn de albums die hij heeft opgenomen:
Age Of Silence
- Acceleration (2004)
- Complications - Trilogy Of Intricacy

Antestor
- Det Tapte Liv (2004)
- The Forsaken (2005)

Arcturus
- My Angel (1991)
- Constellation (1993)
- Aspera Hiems Symfonia (1995)
- La Masquerade Infernale (1997)
- Disguised Masters (1999)
- The Sham Mirrors (2002)
- Sideshow Symphonies (2005)

Carnivora
- Judas (2004)

Dimmu Borgir
- Stormblast 2005 (2005)
- In Sorte Diaboli (2007)

Jørn
- Worldchanger (2004)

The Kovenant
- Nexus Polaris (1998)
- Animatronic (1999)
- Seti (2003)
- In Times Before The Light (2004)

Mayhem
- Live in Leipzig (1991)
- De Mysteriis Dom Sathanas (1993)
- Ancient Skin (1996)
- Wolf's Lair Abyss (1997)
- Mediolanum Capta Est (1999)
- Chimera (2004)
- Ordo ad Chao (2007)

Mezzerschmitt
- Weltherrschaft (2002)

Shining
- III - Angst, Självdestruktivitetens Emissarie (2002)

Thorns
- Thorns Vs. Emperor (1999)
- Thorns (2000)

Troll
- Trollstorms Over Nidingjuv (Demo) (1995)
- Trollstorms Over Nidingjuv (1995)
- Drep De Kristne (1996)
- The Last Predators (2000)
- Universal (2001)

Vidsyn
- On Frostbitten Path Beneath (Demo) (2004)
- On Frostbitten Path Beneath (2004)

Winds
- Of Entity and Mind (2001)
- Reflections Of the I (2002)
- Imaginary Direction of Time (2005)

- Bibsys: 2089691
- International Standard Name Identifier: 0000 0003 7273 7223
- Library of Congress Control Number: no2015060525
- MusicBrainz: ed762c45-e987-475d-a614-97abe5a1dfe7
- Virtual International Authority File: 315611596
- WorldCat: E39PBJqK6TDG4WXkBkMX7JyWXd